# Drosophila brunettii
Drosophila brunettii este o specie de muște din genul Drosophila, familia Drosophilidae, descrisă de Chaudhuri și Mukherjee în anul 1941. Conform Catalogue of Life specia Drosophila brunettii nu are subspecii cunoscute.